# تیم ملی فوتبال پاکستان
تیم ملی فوتبال پاکستان نماینده فوتبال کشور پاکستان در مسابقات بین‌المللی است. این تیم مجموعه‌ای است از بهترین بازیکنان رشته فوتبال در پاکستان و زیر نظر فدراسیون فوتبال این کشور فعالیت می‌کند.
پاکستان هنوز نتوانسته‌ به جام جهانی فوتبال راه یابد.چرا که از زمان استقلال پاکستان در سال ۱۹۴۷ فدراسیون فوتبال این کشور در طی پنج دهه، مدیریتی کم‌فروغ در عرصه فوتبال داشته‌است.